# 馬場由起子
馬場 由起子（ばば ゆきこ、1968年 - ）は、日本の版画家である。長崎県出身。主にリトグラフを制作。自分のなかにあるぼんやりしたものをどうにかしてかたちにしたい時、一番身近な方法は絵を描く行為であるという。

## 年譜
- 1986年　長崎日本大学高等学校デザイン科卒業
- 1989年　創形美術学校版画科卒業、第57回日本版画家協会展、第14回全国大学版画展（買上げ賞）
- 1990年　創形美術学校研究科版画課程修了、第58回日本版画協会展
- 1991年　第59回日本版画協会展
- 1992年　現代の作家と弟子展
- 1993年　二人展（ギャラリー宙（おおぞら））

## 雑誌掲載
- 迷・眠・祀―馬場由起子の世界　週刊金曜日1994年3月11日号